# Pelsbaarzen
Pelsbaarzen (Caracanthidae) zijn een familie van straalvinnige vissen uit de orde van Schorpioenvisachtigen (Scorpaeniformes).

## Geslachten
- Caracanthus Krøyer, 1845